# もしもの日

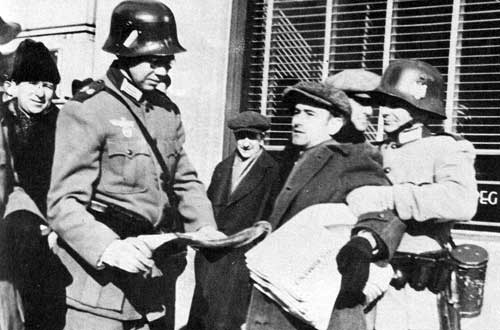
「もしもの日」の最中、新聞配達員を襲撃する仮想ドイツ兵

もしもの日（英語: If Day, フランス語: Si un jour） とは、第二次世界大戦中にカナダで実施された、ナチス・ドイツを敵国と想定した軍事演習である。1942年2月19日、マニトバ州ウィニペグ周辺がナチス・ドイツによる占領下に置かれたという想定で、大ウィニペグ戦時国債委員会(The Greater Winnipeg Victory Loan committee)が主催した。これは当時のウィニペグにおいて史上最大級の演習であった。
「もしもの日」の内容には、カナダ軍と仮想ドイツ兵の銃撃戦、著名な政治家の拘留、ナチスの法の発布、そして大規模なパレードが含まれる。この演習は主に戦争遂行の為の資金調達を目的としており、実際に300万カナダドル以上もの寄付が集まったという。

## 背景

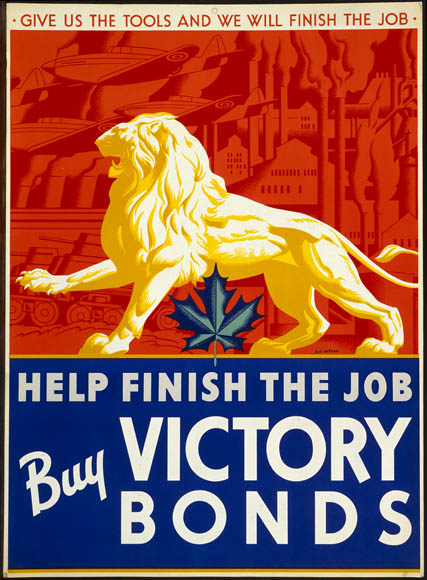
A・J・キャッソンが作成した戦時国債のポスター（1941年）

「もしもの日」の目的は、カナダ政府当局が戦費調達を目的に個人および企業に対して発行していた戦時国債(Victory Bonds)の購入促進であり、第二次世界大戦における2度目の大掛かりな戦時国債キャンペーンであった。このキャンペーンは1942年2月16日から3月9日にかけて行われた。マニトバ州における寄付目標額は4500万ドル（2011年の価値でおよそ6億2000万ドル相当）で、このうちウィニペグの寄付目標額は2450万ドルであった。大ウィニペグ戦時国債委員会は全国戦争経済委員会(National War Finance Committee)の地域支部として、議長ジョン・ドレイパー・ペランの元に設置された。主催するにあたり、戦時国際委員会では国民らがカナダ本土侵攻を仮想的に体験する事により、誰しもが戦争と無関係ではない事を自覚する事を意図していた。
委員会はマニトバ州を45つに区分した地図を作成し、各区ごとに100万ドルの寄付目標額を設定した。やがて戦時国債の発行額はこの目標額を達成したが、この地図は「ドイツの侵略」の為に再利用された。地図は街の中央交差点に掲示されていた。「もしもの日」の実施については各地方紙により数日前から周知が図られていたものの、それでも相当数の市民が「ドイツ軍」による侵略に驚いていたという。また「もしもの日」演出用のラジオ放送が受信される可能性があった為、隣接するミネソタ州の北部でも住民に対する周知が行われた。1942年2月18日、ドイツ軍風の塗装を施されたカナダ空軍機が市街地上空を飛行した。これはウィニペグ北東部の小さな町セルカークにて「もしもの日」のメインイベントに先立って行われたもので、「ドイツ機」の飛行に合わせた模擬爆撃と1時間の停電が実施されている。

## 実施
「もしもの日」には、ウィニペグ周辺に駐屯していたカナダ陸軍将兵およそ3,500名全員が投入され、この時点でウィニペグ史上最大の演習となった。E・A・プリダム(E. A. Pridham)、D・S・マッケイ(D. S. McKay)の両大佐が守備隊側指揮官を務めた。
第18（マニトバ）装甲車連隊、第10軍管区工兵隊、同管区通信隊隊、王立ウィニペグライフル連隊、ウィニペグ擲弾兵連隊、ウィニペグ軽歩兵連隊(Winnipeg Light Infantry)、クイーンズ・オウン・キャメロン・ハイランダーズ・オブ・カナダ連隊などの軍部隊のほか、カナダ復員兵防衛隊(Veteran's Guard of Canada)や予備役将兵、市民団体なども協力した。「ドイツ兵」は地元団体の志願者から選ばれ、彼らはハリウッドからレンタルした制服や装備を身に付け、顔にサーベルの傷跡を描いたりしていた。エーリッヒ・フォン・ノイレンベルク(Erich von Neurenberg)なる人物が指揮官役を務めた。およそ3,000ドルが準備に費やされた。
2月19日5時30分頃、市街地における「ドイツ軍」のパトロールが始まった。5時45分、ラジオのアナウンサーが拘束され、ラジオ局が徴発された。6時頃、「ドイツ軍」は市街西部にて再編成を行う。
カナダ陸軍は6時30分までにフォート・オズボーン、ミント、マクレガーの各拠点にて集合していた。この直後から模擬空襲が開始され、7時には空襲警報が流され灯火管制命令が下される。7時03分、両軍とも市街地をめぐる戦闘を開始する。この時点で市街地にはごく小規模な部隊と地域団体所属の予備役部隊のみが展開していた。これら守備部隊は市役所を中心に、産業区域とダウンタウンを収めた半径約5kmの円形防衛陣を構築するが、7時45分までに半径約3km程度まで防衛陣を縮小させている。
この戦闘の折、主要橋梁の模擬爆破が行われている。守備部隊本部は商工会議所ビルに設置されており、この本部より各陣地に対して直通電話および信号灯を用いて命令の伝達が行われた。守備部隊が用いた防衛戦術は第一次世界大戦中にパリ防衛の為に考案されていたものと類似していた。戦闘の激化に伴い、主要道路および鉄道に「ドイツ軍」の軽戦車が配置されている。また守備部隊側でも13両の対空車両とダウンタウンのビル屋上に設置された高射砲陣地を用いて空砲を用いた対空戦を開始した。8時00分、守備部隊にて最初の模擬死傷者報告が行われ、これに対応する形で数カ所の仮設治療所を設置している。なお、この折には演習中に発生した本物の負傷者2名（足首を捻挫した兵士、停電時に親指を切った女性）の治療も行われている。

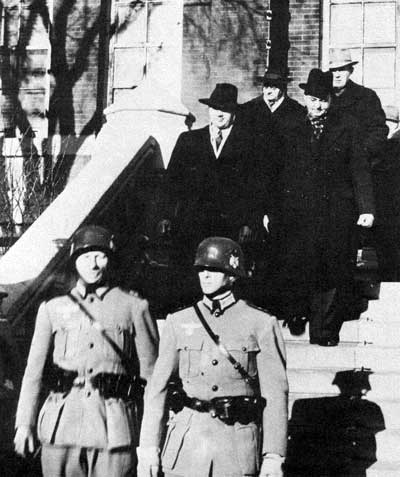
市職員を強制収容所に連行せんとする仮想ドイツ兵。

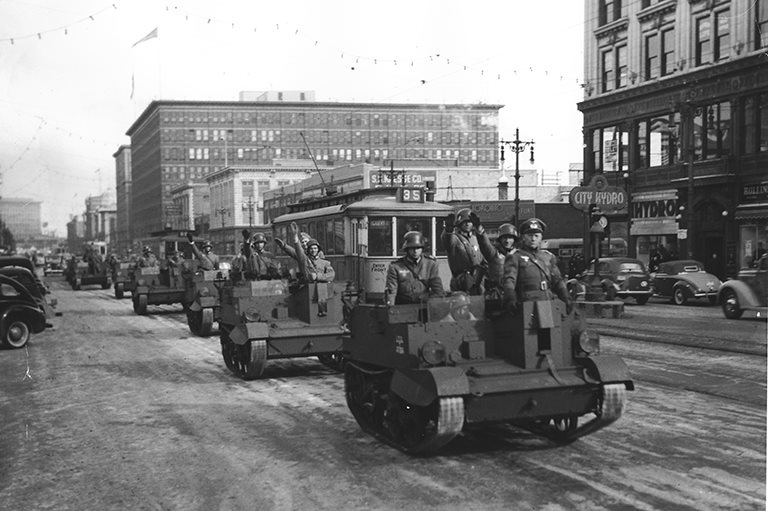
大通りを行進する車両部隊

9時30分、守備隊は「ドイツ軍」に投降し演習から退場し、これにより市街地は「ドイツ軍」の占領下に入った。「ドイツ軍」は街中に部隊を派遣し、様々な弾圧を開始する。ダウンタウンのメインストリートであるポーティジ大通り(Portage Avenue)では戦車部隊の行進が行われた。ロワー・フォート・ガリーには強制収容所が設置され、マニトバ州首相ジョン・ブラッケン、市長ジョン・クイーン、州副総督ローランド・フェアバーン・マクウィリアムズなどの地方政治家および一部の市職員が逮捕され、また訪問中だった在米ノルウェー大使ヴィルヘルム・フォン・ムンテ・アフ・モルゲンスティルナの元にもドイツ兵が派遣された。ダン・マクレーン議員(Dan McClean)は収容所からの脱走を試みたが、執拗な捜索の末に発見され再逮捕されている。州警察長官ジョージ・スミス(George Smith)は食事の為に事務所を離れており、ドイツ兵による逮捕を免れている。ロワー・フォート・ガリーに掲げられていたユニオンジャック旗は降ろされ、代わりにナチス・ドイツの鉤十字旗が掲げられた。そして「ドイツ軍」の命令により市の名称は「ヒムラーシュタット」(Himmlerstadt)に、大通りの名称は「ヒトラーシュトラッセ」(Hitlerstrasse)に変更された。これらの名称はハインリヒ・ヒムラーやアドルフ・ヒトラーに因んだものである。
ウィニペグを支配下においたフォン・ノイレンベルクは大管区指導者(Gauleiter)に就任し、ジョージ・ワイト(George Waight)なる人物をゲシュタポの現地支部長に任命した。彼らの目的はアドルフ・ヒトラーのカナダ植民地化計画を支援する事であった。大管区指導者となったフォン・ノイレンベルクは市民に対して以下の布告を発布している。

1. 目下この地域は大ドイツ帝国の領土であり、また総統閣下の大管区指導者たるエーリッヒ・フォン・ノイレンベルク大佐の管轄下にある。(This territory is now a part of the Greater Reich and under the jurisdiction of Col. Erich Von Neurenberg, Gauleiter of the Fuehrer.)
2. 午後9時30分から夜明けまでの間、市民の外出を禁ずる。(No civilians will be permitted on the streets between 9:30 pm and daybreak.)
3. 全ての公共施設への市民の立ち入りを禁ずる。また、いかなる場所においても1度に8名以上で集まってはならない。(All public places are out of bounds to civilians, and not more than 8 persons can gather at one time in any place.)
4. 全ての世帯主は兵士5名に寝食を提供しなければならない。(Every householder must provide billeting for 5 soldiers.)
5. 全ての軍事組織、準軍事組織、友愛団体的性質を備える組織は解散し、また禁止される。ガールスカウトとボーイスカウト、および類似の青少年組織のみ存続を許可するが、これらは大管区指導者および突撃隊の指導下に置かれる。(All organizations of a military, semi-military or fraternal nature are hereby disbanded and banned. Girl Guide, Boy Scout and similar youth organizations will remain in existence but under direction of the Gauleiter and Storm troops.)
6. 全ての自家用車、トラック、バスの所有者は占領軍本部に申請し、これらを占領軍に供出しなければならない。(All owners of motor cars, trucks and buses must register same at Occupation Headquarters where they will be taken over by the Army of Occupation.)
7. 全ての農家は所有する穀物および家畜の総量を報告しなければならない。またウィニペグ兵站司令官事務所を通さない場合、農産物を販売してはならない。また自らの世帯での消費を目的にこれを保持することは認められず、必要ならばウィニペグ中央局を通じて改めて購入しなければならない。(Each farmer must immediately report all stocks of grain and livestock and no farm produce may be sold except through the office of the Kommandant of supplies in Winnipeg. He may not keep any for his own consumption but must buy it back through the Central Authority in Winnipeg.)
8. 鉤十字を除く全ての国家紋章は直ちに破棄しなければならない。(All national emblems excluding the Swastika must be immediately destroyed.)
9. 各住民には配給切符が配布される。食料、衣料品はこれを使用して購入する。(Each inhabitant will be furnished with a ration card, and food and clothing may only be purchased on presentation of this card.)
10. 次の犯罪は裁判を省略して死刑に処する。(The following offences will result in death without trial)
  1. 占領軍に対する抵抗運動の組織。(Attempting to organize resistance against the Army of Occupation)
  2. 当局の許可を得ない入国ないし出国。(Entering or leaving the province without permission.)
  3. 所持の理由を説明できない全ての品物の所持。(Failure to report all goods possessed when ordered to do so.)
  4. 銃器の所持。(Possession of firearms.)

我々の布告に対して反対する行動、発言、考えは無いものと期待する。(No one will act, speak or think contrary to our decrees.)

1942年2月19日付のウィニペグ・トリビューンの表題。

この布告は教会に掲示された。伴って礼拝が禁止され、これに反対した司祭が逮捕されている。公共バスはしばしば占領軍部隊に停車させられ、車内の捜索を受けた。地元紙『ウィニペグ・トリビューン』紙(Winnipeg Tribune)は印刷所が「ドイツ軍」の支配下に置かれた為に『ダス・ヴィニペガー・リューゲンブラット』（Das Winnipeger Lügenblatt, ドイツ語で「ウィニペグ嘘吐き新聞」の意味）と改名し、占領軍当局の検閲の元、第1面は完全にドイツ語で書かれることとなった。同紙は「これはマニトバ州最良の日だ……ナチスは総統のように忍耐強く、親切であり寛容だ。ただし、忍耐は急速に失われつつあるようだが。」(this is a great day for Manitoba ...The Nazis, like Der Fuehrer, are patient, kind and tolerant, but THEIR PATIENCE IS RAPIDLY EXHAUSTED BECOMING)といった皮肉めいた記事のほか、当局の認可を受けた「公的冗談」の掲載を行った。公的冗談を読んだ読者は必ず爆笑しなければならず、さもなくば投獄されるとされていた。一方、別の地元紙『ウィニペグ・フリー・プレス』紙では、第1面で侵略に対する批判と予想される荒廃に関する記事を掲載した。これにより、同紙の販売員ヘンリー・ウェップラー(Henry Weppler)は「ドイツ軍」により襲撃され、彼が持っていた新聞は全て引き裂かれた。
カーネギー図書館の1つでもあるウィニペグ公共図書館では焚書が行われた。ただし、燃やされたのは破損などの理由から事前に廃棄が決まっていた書籍のみである。地元の保険会社グレート・ウェスト・ライフ社の社員食堂では「ドイツ兵」たちが社員らの食事を奪う事件も起こった。冷え込みが強くなると、「ドイツ兵」は警察署からバッファロー・コートを接収し、これを身につけるようになる。ある小学校では、占領軍当局の発布した教育方針に反してナチの真実を教えようとした校長が逮捕され、より当局に従順な教育者と交代させられている。「ドイツ兵」による店舗や住居での略奪も頻繁に行われた。通貨は「もしもの日」のためだけに用意された模擬ライヒスマルクに置き換えられた。

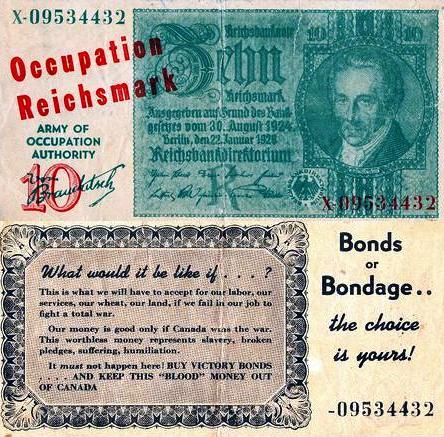
「ヒムラーシュタット」で使用されていた模擬ライヒスマルク紙幣。

17時30分、演習が終了。強制収容所が解放され、パレードおよび高官らのスピーチが行われた。
パレードでは「こんなことは起こってはならない」(It MUST Not Happen Here!)や「戦時国債を買おう」(Buy Victory Bonds)などの旗が掲げられた。その後、演習の成功を記念してハドソン湾会社社屋ビルでパーティーが開かれた。
モルゲンスティラナ大使は「もしもの日」の体験について、「真に迫るナチのウィニペグ占領からは、ヨーロッパ各地を蹂躙するドイツの行動の本質を垣間見ることができた」とコメントした。
また直接占領されたウィニペグのほか、周辺自治体も「侵略」の影響を受けている。例えばニーパワでは、街頭で市民と「ドイツ兵」の対峙が発生し、バーデンは「ウィルデンベルク」(Virdenberg)と改名された。また戦略的要地でもあるブランドンへの模擬攻撃も計画されていた。カナダ放送協会では、州全体で「カナダを覆う鉤十字」(Swastika over Canada)なる番組を放送し、ドイツの軍歌やヒトラーの演説などを流していた。

## 影響

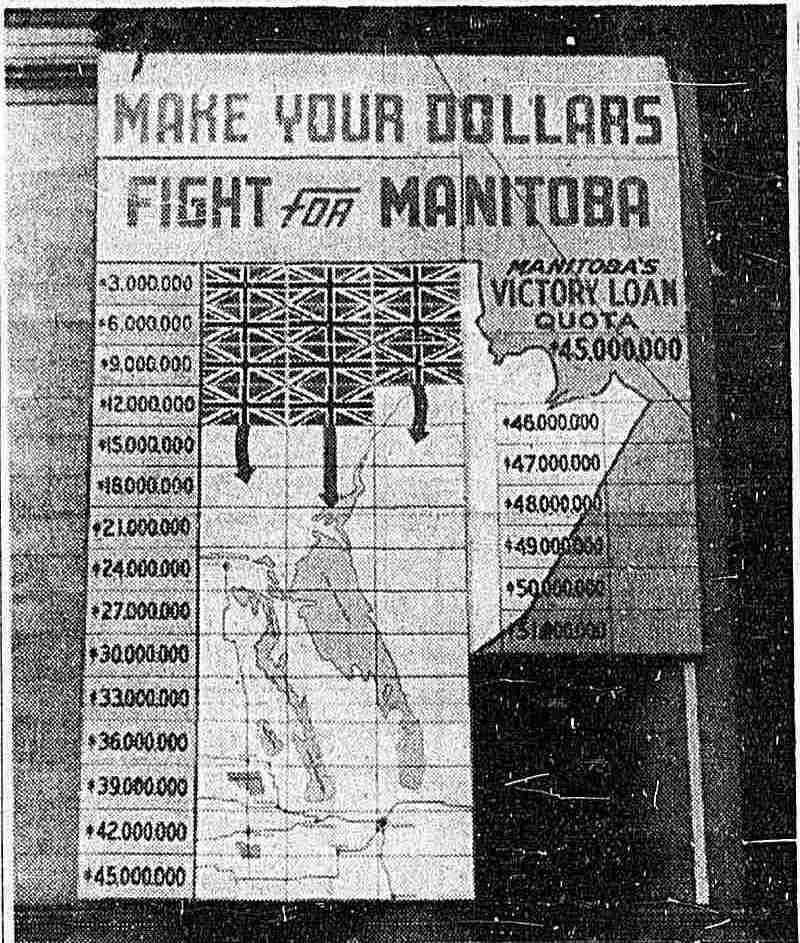
マニトバ州における地域ごとの戦時国債購入額を示す掲示物。

「もしもの日」は大ウィニペグ戦時国債委員会の目標を達成しただけではなく、北米各地で革新的な取り組みとして注目されることになる。『ライフ』誌では「もしもの日」の特集が組まれ、ウィリアム・スロートが撮影した「占領下」の写真が掲載された。『ニューズウィーク』誌、『ニューヨーク・タイムズ』紙、『クリスチャン・サイエンス・モニター』紙などの記者も「もしもの日」の取材を行い、ニュース映画の一部としてカメラマンのルシアン・ロイ(Lucien Roy)による撮影も行われている。ニュージーランドの新聞でも「もしもの日」の記事が掲載された。世界中で4000万人以上が「もしもの日」に関する報道を見たと推測されている。
「もしもの日」当日に行われた寄付額は320万ドルにのぼり、これは1日の寄付としては市内最大の額であった。2月24日にはこの寄付を受けたウィニペグ市当局にて2400万ドルの戦時国債購入が決定した。寄付目標額4500万ドルに対し、州全体で最終的に得られた寄付は6000万ドルであった。またカナダ全体でも「もしもの日」の影響に基づく寄付が20億ドル以上になり、「もしもの日」は全国的にも最も成功した戦時国債キャンペーンと見なされている。
一方、「もしもの日」実施により数年前から続く志願兵の減少に歯止めがかかる事が期待されていたものの、「もしもの日」当日のウィニペグ徴募事務所への志願者は23名に過ぎず、2月前半の1日辺り平均志願者数36人を超える事ができなかった。
模擬侵攻を題材としたキャンペーンの成功は各地で注目され、アメリカでも類似の演習の実施が検討された。バンクーバーでも小規模な模擬侵攻が実施されており、この際にはウィニペグで使用された小道具などが流用された。
2006年、アーロン・フロレスコ(Aaron Floresco)が「もしもの日」に関するドキュメンタリー番組を製作した。この番組はイベントの記録のほか、歴史家や参加者へのインタビューから構成されていた。2006年のガイ・マディン監督によるドキュメンタリー映画『My Winnipeg』の中でも「もしもの日」が取り上げられた。